# Robert Ellenstein
Pour les articles homonymes, voir Ellenstein.
Robert Ellenstein, né à Newark, dans le New Jersey, le 18 juin 1923 et mort à Los Angeles le 28 octobre 2010 , est un acteur américain.

## Filmographie
- 1954 : Sur la trace du crime de Roy Rowland
- 1957 : 3 h 10 pour Yuma de Delmer Daves
- 1957 : Racket dans la couture de Vincent Sherman et Robert Aldrich
- 1958 : La Mort aux trousses d'Alfred Hitchcock : Licht
- 1959-1963 : Les Incorruptibles (série télévisée - 3 épisodes)
- 1959 : Un mort récalcitrant de George Marshall
- 1958-1959 : Au nom de la loi (Wanted Dead or Alive) (série TV) Saison 1 épisode 20 : Mr Sims
- 1960 : La Mafia (Pay or Die) de Richard Wilson
- 1961 : King of the Roaring 20's: The Story of Arnold Rothstein de Joseph M. Newman
- 1968 : Le Démon des femmes (The Legend of Lylah Clare) de Robert Aldrich
- 1985 : Comment claquer un million de dollars par jour de Walter Hill